# Slavic Cup w biegach narciarskich 2016/2017
Slavic Cup w biegach narciarskich 2016/2017 – kolejna edycja tego cyklu zawodów. Rywalizacja rozpoczęła się 16 grudnia 2016 r. w słowackiej miejscowości Szczyrbskie Jezioro, a zakończyła się 12 marca 2017 r. w czeskim Harrachovie.
Obrońcami tytułu zarówno wśród kobiet jak i mężczyzn byli Słowacy Barbora Klementová i Miroslav Šulek.

## Kalendarz i wyniki

### Kobiety
| Lp  | Data            | Miejscowość         | Dystans              | 1. miejsce          | 2. miejsce           | 3. miejsce          |
| --- | --------------- | ------------------- | -------------------- | ------------------- | -------------------- | ------------------- |
| 1.  | 16 grudnia 2016 | Szczyrbskie Jezioro | sprint s. klasycznym | Alena Procházková   | Anastasija Kiriłłowa | Urszula Łętocha     |
| 2.  | 17 grudnia 2016 | Szczyrbskie Jezioro | sprint s. dowolnym   | Alena Procházková   | Anastasija Kiriłłowa | Urszula Łętocha     |
| 3.  | 18 grudnia 2016 | Szczyrbskie Jezioro | 7,5 km s. klasycznym | Alena Procházková   | Wałentyna Szewczenko | Tetiana Antypenko   |
| 4.  | 18 lutego 2017  | Zakopane            | 5 km s. klasycznym   | Urszula Łętocha     | Klaudia Kołodziej    | Izabela Marcisz     |
| 5.  | 19 lutego 2017  | Zakopane            | 10 km s. dowolnym    | Urszula Łętocha     | Eva Segečová         | Andżelika Szyszka   |
| 6.  | 24 lutego 2017  | Jablonec nad Nysą   | 2 km s. dowolnym     | Zuzana Staňková     | Anna Sixtová         | Urszula Łętocha     |
| 7.  | 25 lutego 2017  | Jablonec nad Nysą   | 5 km s. klasycznym   | Urszula Łętocha     | Anna Sixtová         | Tereza Tvarůžková   |
| 8.  | 26 lutego 2017  | Jablonec nad Nysą   | 5 km s. dowolnym     | Anna Sixtová        | Zuzana Staňková      | Urszula Łętocha     |
| 9.  | 11 marca 2017   | Harrachov           | sprint s. klasycznym | Karolína Grohová    | Urszula Łętocha      | Kateřina Berousková |
| 10. | 12 marca 2017   | Harrachov           | 10 km s. dowolnym    | Kateřina Berousková | Karolína Grohová     | Sandra Schützová    |

### Mężczyźni
| Lp  | Data            | Miejscowość         | Dystans              | 1. miejsce        | 2. miejsce          | 3. miejsce        |
| --- | --------------- | ------------------- | -------------------- | ----------------- | ------------------- | ----------------- |
| 1.  | 16 grudnia 2016 | Szczyrbskie Jezioro | sprint s. klasycznym | Alaksandr Woranau | Maciej Staręga      | Michaił Kuklin    |
| 2.  | 17 grudnia 2016 | Szczyrbskie Jezioro | sprint s. dowolnym   | Jan Bartoň        | Alaksandr Woranau   | Michaił Kuklin    |
| 3.  | 18 grudnia 2016 | Szczyrbskie Jezioro | 10 km s. klasycznym  | Michaił Kuklin    | Siarhiej Dalidowicz | Juryj Astapienka  |
| 4.  | 18 lutego 2017  | Zakopane            | 10 km s. klasycznym  | Andrej Segeč      | Andrzej Pradziad    | Miroslav Šulek    |
| 5.  | 19 lutego 2017  | Zakopane            | 15 km s. dowolnym    | Andrzej Pradziad  | Kacper Antolec      | Mateusz Chowaniak |
| 6.  | 24 lutego 2017  | Jablonec nad Nysą   | 3 km s. dowolnym     | Dušan Kožíšek     | Jakub Antoš         | Luděk Šeller      |
| 7.  | 25 lutego 2017  | Jablonec nad Nysą   | 10 km s. klasycznym  | Luděk Šeller      | Jakub Antoš         | Adam Fellner      |
| 8.  | 26 lutego 2017  | Jablonec nad Nysą   | 10 km s. dowolnym    | Adam Fellner      | Dušan Kožíšek       | Jakub Antoš       |
| 9.  | 11 marca 2017   | Harrachov           | sprint s. klasycznym | Michal Novák      | Miroslav Rypl       | Dušan Kožíšek     |
| 10. | 12 marca 2017   | Harrachov           | 15 km s. dowolnym    | Martin Jakš       | Dušan Kožíšek       | Petr Knop         |

## Klasyfikacje
| Lp. | Zawodniczka          | Punkty |
| --- | -------------------- | ------ |
| 1.  | Urszula Łętocha      | 696    |
| 2.  | Anna Sixtová         | 342    |
| 3.  | Eva Segečová         | 334    |
| 4.  | Zuzana Staňková      | 315    |
| 5.  | Alena Procházková    | 300    |
| 6.  | Klaudia Kołodziej    | 259    |
| 7.  | Tereza Beranova      | 210    |
| 8.  | Eliška Krčková       | 193    |
| 9.  | Karolína Grohová     | 180    |
| 9.  | Anastasija Kiriłłowa | 180    |
| 11. | Tereza Tvarůžková    | 172    |
| 12. | Andżelika Szyszka    | 163    |
| 13. | Kateřina Berousková  | 160    |
| 14. | Katarzyna Stokfisz   | 144    |
| 15. | Kateřina Mondlová    | 140    |

| Lp. | Zawodnik          | Punkty |
| --- | ----------------- | ------ |
| 1.  | Dušan Kožíšek     | 360    |
| 2.  | Adam Fellner      | 327    |
| 3.  | Luděk Šeller      | 324    |
| 4.  | Jakub Antoš       | 276    |
| 4.  | Jonáš Bešťák      | 276    |
| 6.  | Michaił Kuklin    | 220    |
| 7.  | Kacper Antolec    | 216    |
| 7.  | Andrzej Pradziad  | 216    |
| 9.  | Kamil Bury        | 198    |
| 9.  | Alaksandr Woranau | 198    |
| 11. | Miroslav Rypl     | 181    |
| 12. | Andrej Segeč      | 180    |
| 13. | Miroslav Šulek    | 157    |
| 14. | Jan Bartoň        | 150    |
| 14. | Ondřej Dudek      | 150    |